# Stathmopoda pedella
Stathmopoda pedella là một loài bướm đêm thuộc họ Oecophoridae. Nó được tìm thấy ở châu Âu.
Sải cánh dài 10–14 mm. Con trưởng thành bay vào tháng 7 tùy theo địa điểm.
Ấu trùng ăn the seeds of ripening fruits of the Alder.

## Hình ảnh

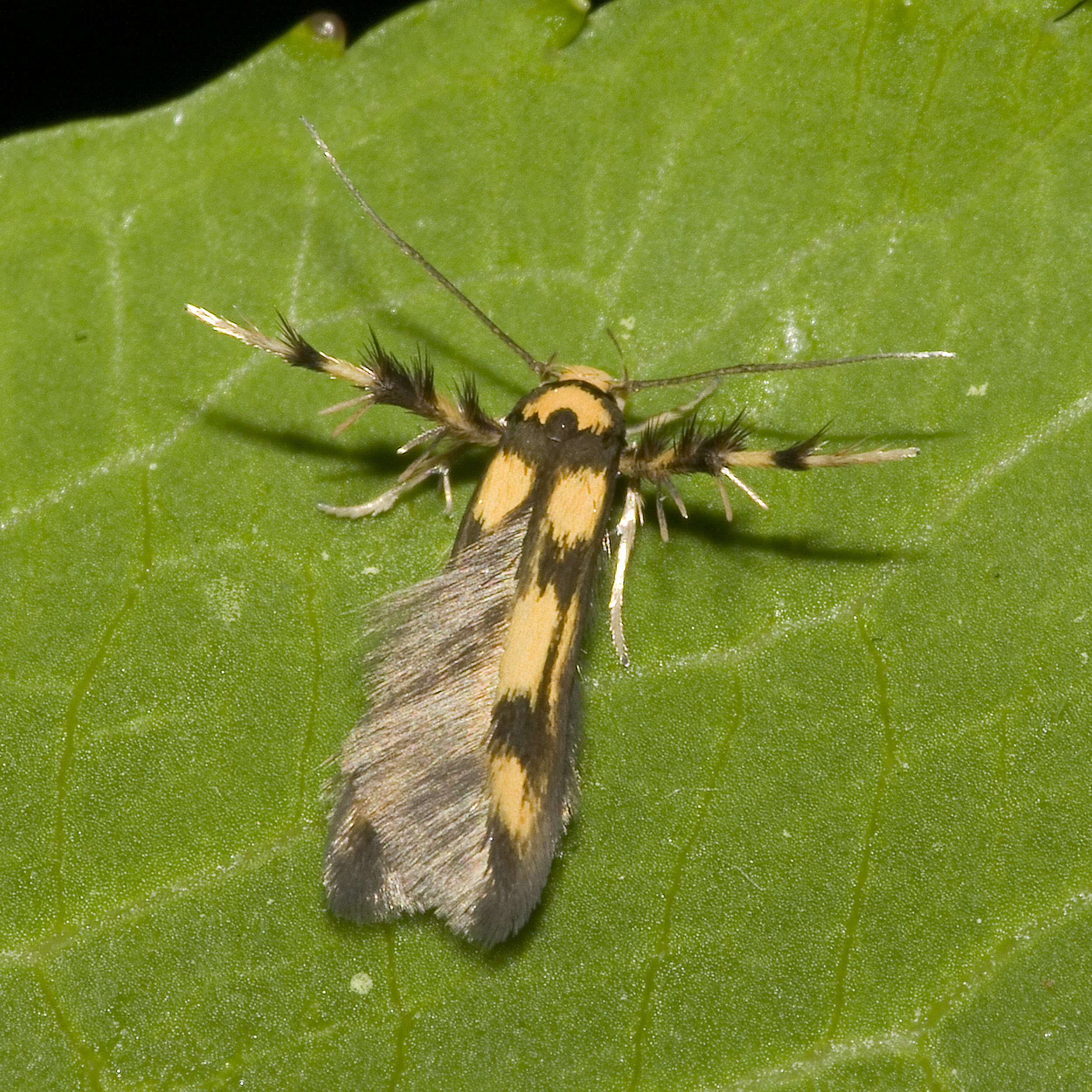
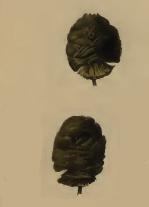
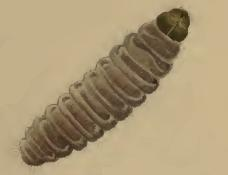
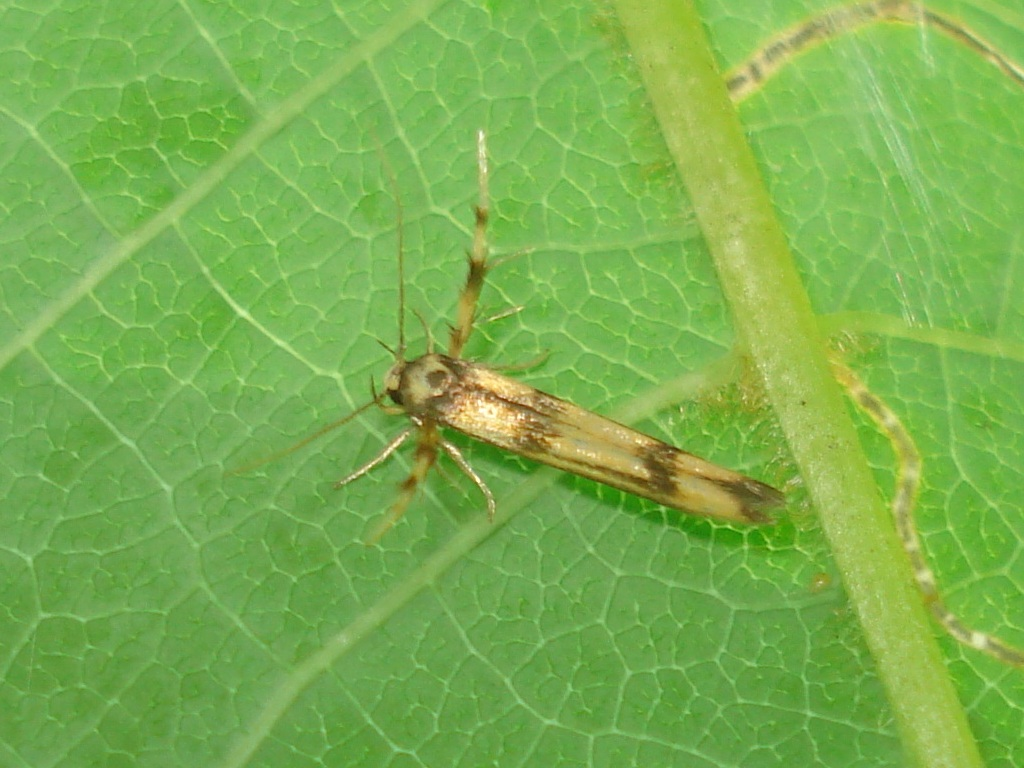